# Partido Único Nacional de los Trabajadores
Die Partido Único Nacional de los Trabajadores (spanisch für Vereinigte Nationale Arbeiterpartei, Abkürzung PUNT) war eine sich als sozialistisch betrachtende Partei in der Republik Äquatorialguinea, gegründet am 7. Juli 1970 (bis Juli 1972 Vereinigte Nationale Partei).

## Geschichte
In den Jahren von 1970 bis 1979, während der Diktatur von Francisco Macías Nguema Biyogo, war sie die einzige Partei im Land. Sie entstand aus der Zwangsvereinigung der bisherigen Parteien. Die Repressionen, welche von der Partei organisiert wurden, galten als die grausamsten der damaligen Zeit. 20 Prozent der Bevölkerung fielen dem Terrorregime zum Opfer oder wurden ins Exil getrieben.
Nach dem Militärputsch im August 1979, organisiert vom derzeitigen Präsidenten von Äquatorialguinea Teodoro Obiang Nguema Mbasogo, wurde die Partei aufgelöst. An ihrer Stelle trat die Partido Democrático de Guinea Ecuatorial, welche nun die dominierende politische Partei des Landes ist.
Laut Artikel 4 der Statuten der Partei wurden alle Bürger Äquatorialguineas ab 7 Jahren automatisch Mitglieder der PUNT.

## Ideologie
Die Partei befürwortete einen allgemeinen (nicht auf Karl Marx gestützten) Sozialismus. Ihr wurde aber auch der Faschismus und Nationalbolschewismus vorgeworfen. Die PUNT orientierte sich auch teilweise an der Partei der Arbeit Koreas.